# Macbeth (Verdi)
Macbeth és una òpera en quatre actes de Giuseppe Verdi. El llibret, basat en el Macbeth de William Shakespeare, va ser obra de Francesco Maria Piave, reescrit i revisat en part per Andrea Maffei. Es va estrenar el 14 de març de 1847 al Teatro della Pergola de Florència. El 1865 Verdi la revisà per a l'estrena al Théâtre Lyrique de París en una traducció francesa de Charles Nuitter i Alexander Beaumont, i és aquesta segona versió, retraduïda a l'italià, la que s'ofereix habitualment.
Macbeth és la desena òpera de Verdi i la primera a adaptar una obra de Shakespeare.

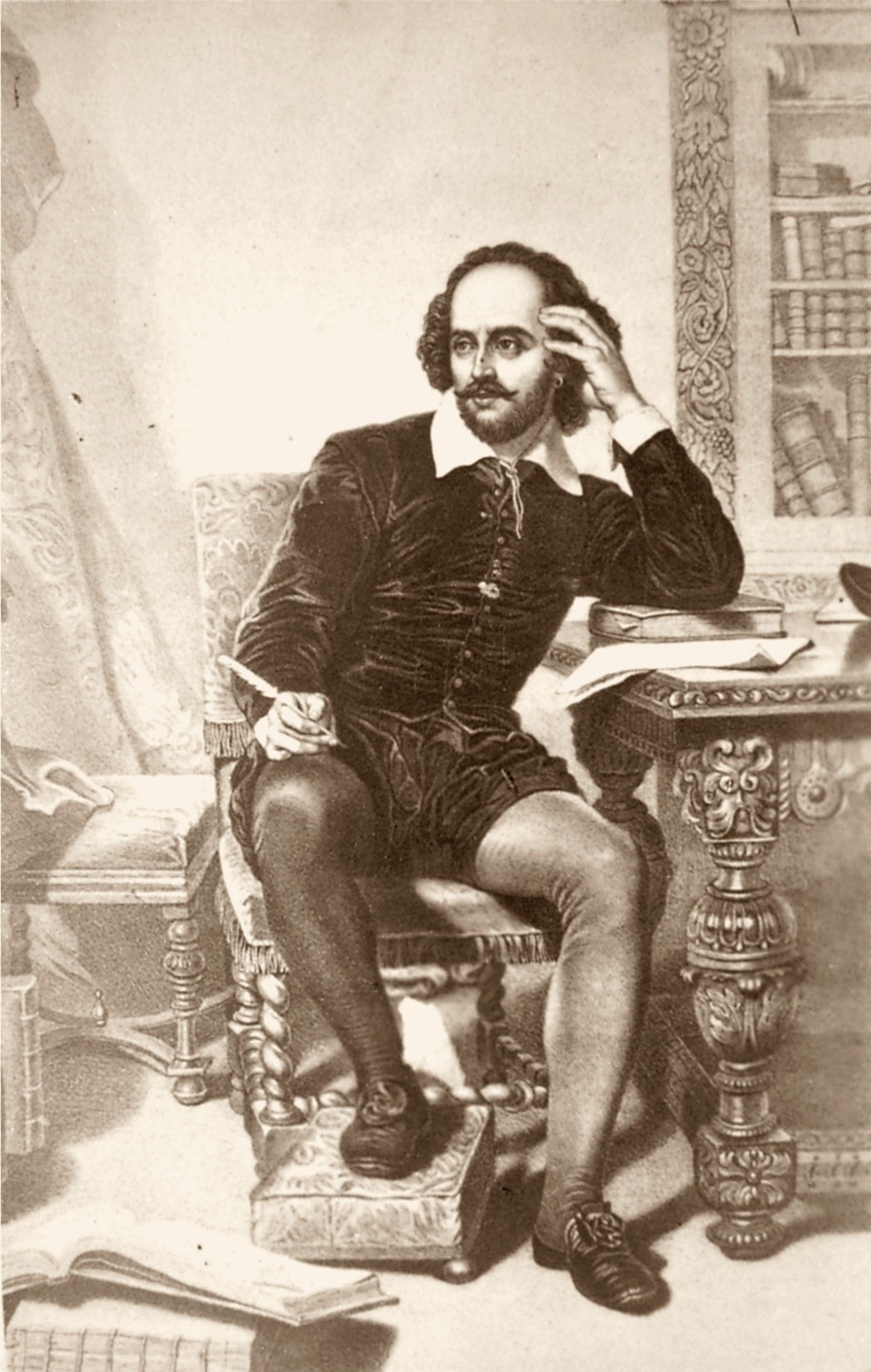
William Shakespeare

Després de l'èxit d'⁣Attila el 1846, moment en què el compositor ja s'havia consolidat, Macbeth va arribar abans dels grans èxits de 1851 a 1853 (Rigoletto, Il trovatore i La traviata) que el van impulsar a la fama universal. Com a fonts, les obres de Shakespeare va ser una font d'inspiració per a Verdi una durant tota la seva vida: algunes, com una adaptació del rei Lear (com a Re Lear) mai es van realitzar, però va escriure les dues òperes finals utilitzant Otel·lo com a base per a Otello (1887) i The Merry Wives de Windsor com a base de Falstaff (1893).
La primera versió de Macbeth va ser completada durant el que Verdi va anomenar els seus "anys de galera," un període que es va estendre durant 16 anys, el qual va veure la producció de 22 òperes del compositor. D'acord amb els estàndards temàtics de gairebé totes les òperes italianes dels primers cinquanta anys del segle XIX, Macbeth era una obra molt inusual. La versió de 1847 va tenir un gran èxit i es va presentar àmpliament. Satisfet amb la seva òpera i la seva recepció, Verdi va escriure a Antonio Barezzi, el seu antic sogre i fervent partidari de les seves obres, unes dues setmanes després de l'estrena:
| « | Fa temps que tinc la intenció de dedicar-te una òpera, que m'has estat pare, benefactor i amic. Era un deure que hauria d'haver complert abans si les circumstàncies imperioses no m'ho haguessin impedit. Ara, t'envio Macbeth, que estimo per sobre de totes les meves òperes i, per tant, considero més digne de presentar-te. | » |

La revisió de 1865, produïda en una traducció francesa i amb diverses addicions, es va fer per primera vegada el 21 d'abril d'aquell any. Va tenir menys èxit, i va desaparèixer en gran part de la vista del públic fins a la reaparició de mitjans del segle xx.

## Història de la composició

### Versió original de 1847

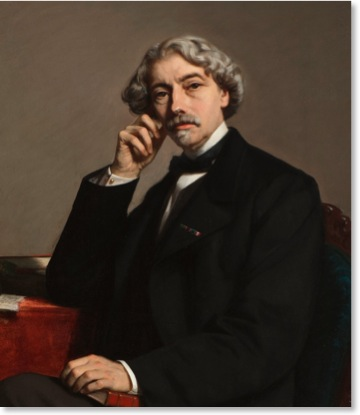
Andrea Maffei, 1862

Influenciat per la seva amistat a la dècada de 1840 amb Andrea Maffei, un poeta i home de lletres que li havia suggerit tant Die Räuber (Els lladres) de Schiller com l'obra Macbeth de Shakespeare com a temes adequats per a òperes, Giuseppe Verdi va rebre un encàrrec del Teatro della Pergola de Florència que no especificava cap òpera en particular. Va començar a treballar en Macbeth el setembre de 1846, el motiu principal d'aquesta elecció va ser la disponibilitat d'un cantant en particular, el baríton Felice Varesi, que cantaria el paper principal. Amb Varesi sota contracte, Verdi podria centrar-se en la música de Macbeth. Maffei ja estava escrivint un llibret per a I masnadieri, que es basava en l'obra de Schiller, però podria haver estat substituïda per Macbeth si el baríton no hagués estat disponible. Com a resultat de diverses complicacions, inclosa la malaltia de Verdi, aquest treball va haver d'esperar la seva estrena fins al juliol de 1847.
El text de Piave es basava en una traducció en prosa de Carlo Rusconi que havia estat publicada a Torí el 1838. Verdi no va trobar l'obra original de Shakespeare fins després de la primera representació de l'òpera, tot i que durant molts anys havia llegit Shakespeare en traducció, tal com va assenyalar en una carta de 1865: "És un dels meus poetes preferits. L'he tingut a les meves mans des de la meva primera joventut".
Escrivint a Piave, Verdi va deixar clar com era d'important per a ell aquest tema: "...Aquesta tragèdia és una de les grans creacions de l'home... Si no podem treure'n alguna cosa fantàstica, almenys intentem fer alguna cosa fora del normal". A pesar de les disputes i la necessitat constant de Verdi d'amenazar Piave perquè fes correccions als seus esborranys, fins i tot amb la participació de Maffei en la reescriptura d'algunes escenes del llibret, especialment el cor de les bruixes del tercer acte i l'escena de somnàmbulisme, la seva versió segueix l'obra de Shakespeare força de prop, però amb alguns canvis. En lloc d'utilitzar tres bruixes com a l'obra, hi ha un gran cor femení de bruixes, cantant en harmonia de tres parts (es divideixen en tres grups, i cada grup canta com una sola bruixa, utilitzant "jo" i no "nosaltres"). L'últim acte comença amb una assemblea de refugiats a la frontera anglesa i, en la versió revisada, acaba amb un cor de bards celebrant la victòria sobre el tirà.

### Versió revisada de 1865 per a París

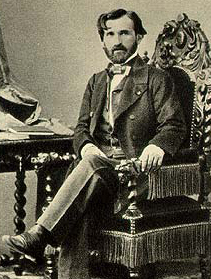
Verdi el 1859

Ja el 1852 París va demanar a Verdi que revisés el seu Macbeth per a aquesta ciutat. No va ser així, però, de nou el 1864, se li va demanar a Verdi que proporcionés música addicional –un ballet i un cor final– per a una producció prevista al Théâtre Lyrique de París. En una carta al seu editor, Giulio Ricordi, demanant una còpia de la partitura, Verdi va afirmar que "m'agradaria allargar diverses peces per donar més caràcter a l'òpera", però ràpidament es va adonar que les addicions proposades no serien suficients i que calia una revisió de tota l'òpera. Va avisar a l'empresari del Lyrique, Léon Carvalho, que calia més temps i va demanar paciència: "Estic treballant, treballant, treballant", va assegurar a l'empresari i va subratllar que volia mirar el panorama general i no intentar apressar-se en una reelaboració d'una òpera que havia escrit tants anys abans.
Així va començar una revisió de la versió original de 1847 durant l'hivern de 1864/65. El llibretista de Verdi d'anys abans, Francesco Maria Piave, es va posar al servei per ampliar l'òpera i el compositor va exercir sobre ell les seves pressions habituals com ho havia fet des de la seva primera col·laboració: "No, no, estimat Piave, no ho faré!" va ser una reacció típica a un primer esborrany; en aquest cas es tractava de la nova ària de l'acte II de Lady Macbeth La luce langue ("La llum s'esvaeix"), el resultat de la qual (observa la biògrafa Mary Jane Phillips-Matz ) va ser "de la insistència de Verdi va arribar 'apassionant escena de Lady Macbeth". Amb l'addició de música per a Lady Macbeth, l'ària de Macbeth a l'acte III es va reescriure completament, com una part considerable de la resta de l'acte III; es va afegir un ballet en el mateix acte; un cor recentment compost per a un text antic va començar l'acte IV; i el final de l'acte també es va canviar, amb Verdi decidit a deixar caure l'ària final de Macbeth Mal per me che m'affidai ("Confiar en les profecies de l'infern") a favor d'una mort fora de l'escenari, per acabar amb el cor triomfal.
Com si totes aquestes demandes específiques que es van fer a Piave no fossin suficients, Verdi va escriure una carta molt llarga a Ricordi explicant el que considerava les dramàtiques demandes de la revisió. Alguns es relacionen amb elements crucials del drama, especialment com s'han de presentar les aparicions de Banquo com a fantasma. En última instància, però, Verdi va tenir poc poder sobre la producció escènica, però, pel que fa a la traducció, sí que va insistir que el traductor, quan considerés el duet de l'acte II entre la parella de Macbeth, conservés les paraules "Folie follie" tal com s'havien escrit per tal d'emfatitzar l'impacte dramàtic que van crear aquestes paraules.
Una última carta, aquesta vegada el febrer a Escudier, es refereix al que Verdi considerava "els tres papers d'aquesta òpera, i només n'hi pot haver tres". Aleshores exposa que hi ha "Lady Macbet (sic) Macbet, (sic) [i el] Chorus of Witches", descomptant el paper de Macduff, i continua assenyalant que, per a ell, "les Witches governen el drama... Són realment un personatge i un personatge de la màxima importància".
La nova versió es va interpretar per primera vegada el 21 d'abril de 1865 en una traducció francesa de Charles-Louis-Étienne Nuitter i Alexandre Beaumont, tot i que Verdi havia demanat que la fes Gilbert Duprez, el tenor convertit en professor en qui tenia una gran confiança i a qui va conèixer per les seves actuacions a la seva primera òpera per a París, Jérusalem el 1847. El compositor va optar per no assistir a l'actuació a París, però va comunicar instruccions a través del seu editor, i també va mantenir una correspondència directa amb Escudier. En un primer moment, els informes d'Escudier eren positius, però la primera actuació va ser mal rebuda per la crítica, la qual cosa va desconcertar al compositor. Quan va escriure al seu editor parisenc, Escudier, va expressar la seva sorpresa: "Vaig pensar que ho havia fet prou bé... sembla que m'he equivocat". Les actuacions posteriors a París no van anar millor.
En italià, l'òpera Macbeth es va estrenar a La Scala a la tardor de 1865, però sembla que va tenir poques o cap altra representació a Itàlia. Des del seu ressorgiment a Europa a partir de la dècada de 1960, la versió revisada de Macbeth en italià segueix sent la preferida per a les representacions modernes. No obstant això, sovint s'intercala l'escena de la mort de la primera versió en l'últim acte.

## Historial de representacions
Segle XIX

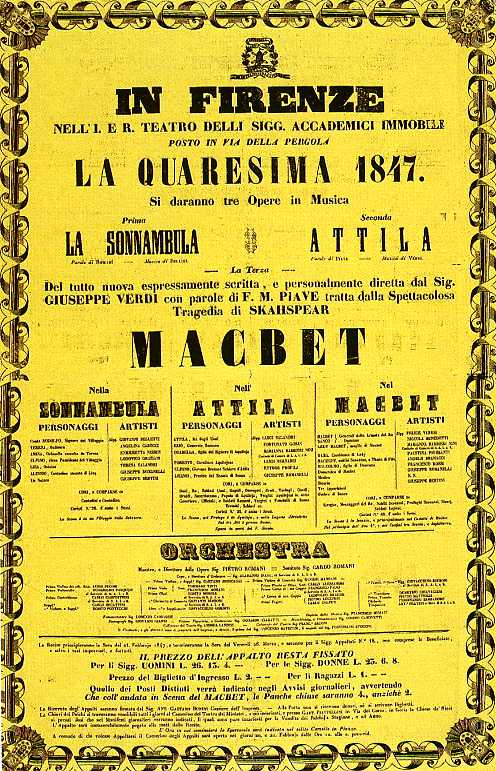
Cartell de l'estrena de Macbeth de Verdi

La versió de 1847, després de ser estrenada el 14 de març d'aquell any a Florència, va tenir èxit i es va representar a tot Itàlia en uns 21 llocs (alguns es van repetir) fins que va aparèixer la versió revisada el 1865, i a partir d'aquest moment només es va fer a Torí (1867), Vicenza (1869), Florència (1870) i Milà (1874).

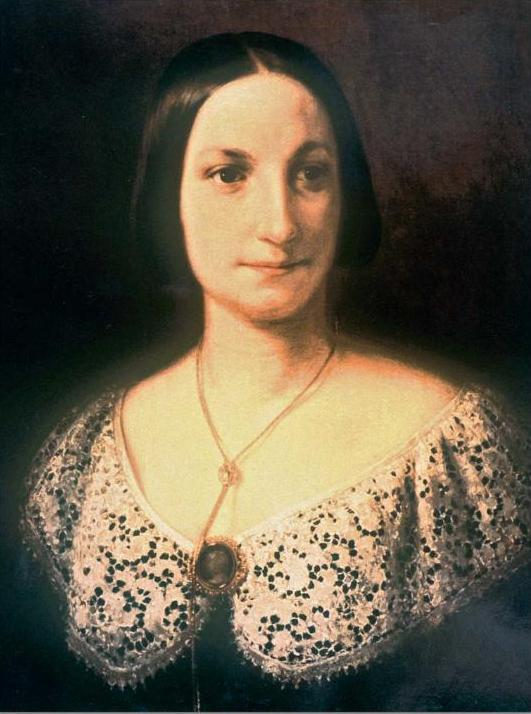
Fanny Salvini-Donatelli

Macbeth es va representar per primera vegada a Catalunya l'1 de juliol de 1848 al Gran Teatre del Liceu. Ja s'hi havien estrenat la majoria d'òperes de Verdi i això el feia un compositor conegut. Es van realitzar un total de onze representacions, la qual cosa demostra que va agradar, per la música de Verdi i pels decorats de Félix Cagé. Gaetano Ferri i Fanny Salvini-Donatelli van interpretar la parella protagonista sota la direcció de Marià Obiols.
La primera versió es va estrenar als Estats Units l'abril de 1850 al Niblo's Garden de Nova York amb Angiolina Bosio com a Lady Macbeth i Cesare Badiali com a Banco, mentre que l'estrena al Regne Unit va ser l'octubre de 1860 a Manchester.
Després de l'estrena de la versió revisada el 1865, només es van realitzar 13 representacions addicionals, i l'òpera va perdre popularitat a tot arreu. Es va representar a París l'abril de 1865 i, de manera esporàdica, fins al voltant del 1900. Després, es va representar rarament fins després de la Segona Guerra Mundial.
La segona versió de Macbeth (la francesa traduïda a l'italià) es va estrenar al Liceu el 28 de març de 1880. Abans d'aquests anys, Macbeth havia estat un títol comú al Liceu però, a partir d'aquest moment, es va generalitzar el rebuig cap a les primeres obres de Verdi. El 5 de gener de 1893, malgrat la presència del gran baríton Ramon Blanchart, una representació desastrosa va posar fi a l'última representació de l'òpera durant molt temps.
Segle XX i més enllà
La primera representació als Estats Units de la versió revisada no es va produir fins al 24 d'octubre de 1941 a Nova York. Dues produccions europees, a Berlín als anys 30 i a Glyndebourne els anys 1938 i 1939, van ser crucials per ajudar a la reactivació de l'obra del segle xx. La producció de 1938 va significar l'estrena al Regne Unit de la versió revisada i va ser la primera a combinar la mort de Macbeth de la versió de 1847 amb el final triomfal de la versió de 1865, en desacord amb els desitjos de Verdi.
Glyndebourne va reviure Macbeth als anys 50, igual que el Teatro alla Scala el 1952 amb Maria Callas com Lady Macbeth, però no va ser fins al 1959 que va aparèixer per primera vegada a la llista de l'Òpera Metropolitana i des d'aleshores s'hi ha representat sovint. L'Opera Guild de Montreal va presentar l'estrena canadenca de Macbeth el gener de 1959, superant la Metropolitan Opera per dues setmanes. De manera similar, les primeres presentacions a la Royal Opera House, Covent Garden, amb Tito Gobbi (i després en altres que va actuar com a protagonista) van tenir lloc el 30 de març de 1960, amb produccions presentades el 1981 i el 2002.
El 1968 Macbeth va tornar al Liceu després de setanta-cinc anys. La parella protagonista van ser Grace Bumbry i Peter Glossop. El públic, que va redescobrir un Verdi que ara semblava més seductiu, va poder repetir els anys 1975, 1979 i 1983 i amb intèrprets de la categoria de Maria Galvany, Pedro Lavirgen, Ángeles Gulín, Silvano Carroli i Piero Cappuccilli.
La visita de la "Kirov Opera" (com es coneixia llavors l'Òpera Mariinsky actual), la va presentar a Londres al Covent Garden l'any 2001.
En els darrers temps, l'òpera ha aparegut amb més freqüència en els repertoris de companyies com l'⁣Òpera Nacional de Washington (2007) i l'⁣Òpera de San Francisco (novembre/desembre de 2007) i en molts altres teatres d'òpera d'arreu del món, però gairebé totes les produccions escenifiquen la revisió revisada i en italià.
Tanmateix, la versió de 1847 es va donar en concert a la Royal Opera House el 27 de juny de 1997 i tant la versió original com la revisada es van presentar el 2003 com a part del "Cicle Verdi" de l'⁣Òpera de Sarasota de totes les òperes del compositor en les seves diferents versions.
L'any 2012, el Grand Théâtre de Genève va presentar una producció de l'òpera sota la direcció de Christof Loy.
Avui, Macbeth de Verdi rep moltes actuacions a teatres d'òpera de tot el món.

## Argument
Nota: hi ha diverses diferències entre les versions de 1847 i 1865 que s'anoten a continuació al text entre claudàtors.
Lloc: Escòcia
Època: segle XI

### Acte I
Escena 1: Un bosc escocès

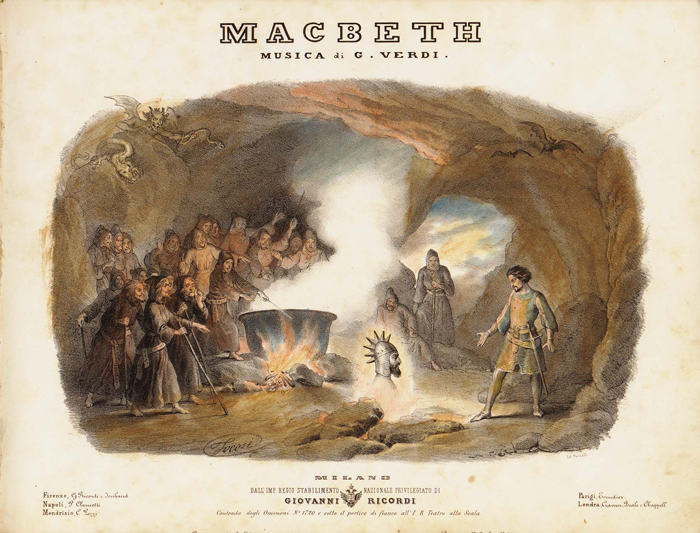
Macbeth coneix les bruixes

Grups de bruixes es reuneixen en un bosc al costat d'un camp de batalla, celebren els seus rituals i intercanviant històries dels "mals" que han fet. Entren els generals victoriosos Macbeth i Banco. Les bruixes aclamen a Macbeth com a senyor de Glamis, també com a senyor de Cawdor i com a futur rei d’Escòcia. Les bruixes anuncien a Banco que serà el pare de futurs reis. Les bruixes desapareixen, i els missatgers del rei apareixen anomenant Macbeth senyor de Cawdor. Macbeth protesta perquè el titular d'aquest títol encara és viu, però els missatgers responen que l'antic senyor de Cawdor ha estat executat com un traïdor. Banco, desconfiant de les bruixes, s'horroritza en descobrir que han dit la veritat. En un duet, Macbeth i Banco pensen que la primera de les profecies de les bruixes s'ha complert. Macbeth reflexiona sobre com està a prop del tron i si el destí el coronarà sense que actuï, però somia amb sang i traïció: mentre Banco reflexiona sobre si els sequaços de l'infern de vegades revelaran una veritat honesta per portar-lo cap a una futura condemna («Due vaticini compiuti or sono»).
Escena 2: Pati del castell de Macbeth
Lady Macbeth llegeix una carta del seu marit en què relata la seva trobada amb les bruixes. La lectura posa de manifest l'ambició desmesurada i la crueltat de l'implacable personatge. Està decidida a encumbrar Macbeth al tron, per mitjans lícits o il·lícits (Nel dì della vittoria... Vieni! T’affretta!... Or tutti sorgete / "El dia de la victòria... Vine! Afanya't!... Ara aixequeu-vos tots").
[Versió revisada, 1865: Vieni! t'affretta! / "Vine! Afanya't!"].
S'avisa a Lady Macbeth que el rei Duncano es quedarà al castell aquella nit; està decidida a veure'l assassinat (Or tutti sorgete, Ministries infernali / ''Apareix ara, esperits infernals'"). Quan Macbeth torna al seu castell, la seva esposa l’anima a assassinar el monarca aquella mateixa nit per obtenir la corona, però el general es mostra indecís. Finalment, és convençut per la seva dona i s'envalenteix per dur a terme l'assassinat (Mi si affaccia un pugnal? / "És un punyal el que veig davant meu?"), però després s'omple d'horror.
El rei Duncano arriba al castell després de la batalla. Quan es retira a les estances preparades pels criats de Macbeth, aquest assassina el rei d’Escòcia després d’haver superat els no pocs remordiments davant del delicte (Oh donna mia). Lady Macbeth vol amagar el culpable del crim incriminant els guàrdies adormits untant-los amb la sang de Duncano i plantant-los el punyal de Macbeth. Macduff arriba per a una cita amb el rei, mentre Banco fa guàrdia, només perquè Macduff descobreixi l'assassinat. Ell desperta el castell mentre el Banco també dona testimoni del fet de l'assassinat de Duncano. L’acte acaba amb un clam del cor per venjar l'assassinat i contra el terror que sembla haver-se ensenyorit d’Escòcia (Schiudi, inferno, la bocca / "Obre, infern, les teves fauces").

### Acte II
Escena 1: Una habitació del castell
Macbeth és ara rei. Malcolm, el fill de Duncano i hereu legítim de la corona, que ha fugit a Anglaterra i això ha generat sospites que sigui realment l'assassí i alhora ha allunyat al monarca de tota sospita. Però Macbeth encara està pertorbat per la profecia que Banco, i no ell, fundarà una gran línia reial. Per evitar-ho, li diu a la seva dona que farà assassinar tant a Banco com al seu fill quan vinguin a un banquet. A continuació segueix la seva ària Trionfai! / "He triomfat!".
[Versió revisada de 1865: a la seva ària, La luce langue / "La llum s'esvaeix", Lady Macbeth exulta amb els poders de la foscor]
Escena 2: Fora del castell
Una banda de sicaris l'esperen. Banco, sentint el perill, comparteix els seus recels amb el seu fill. (Come dal ciel precipita / "Com cau la foscor del cel"). Els assassins l'ataquen i l'apunyalen fins a la mort, però el seu fill s'escapa.
Escena 3: Un menjador al castell
Macbeth rep els convidats al banquet de la coronació del nou rei i Lady Macbeth canta un brindis (Si colmi il calice / "Ompliu la copa"). L'assassinat és denunciat a Macbeth, però quan torna a la taula el fantasma de Banco està assegut al seu lloc. Macbeth delira amb la visió del fantasma i els hostes horroritzats creuen que s'ha tornat boig. Lady Macbeth aconsegueix calmar la situació una vegada, i fins i tot se'n burla demanant un brindis pel Banco absent (la mort del qual encara no és de coneixement públic), només perquè el fantasma aparegui una segona vegada i espanti Macbeth fins a tornar-lo a embogir. Macduff decideix abandonar el país, dient que està governat per una mà maleïda i només els malvats poden quedar-se: els altres convidats estan aterrits per la xerrada de Macbeth sobre fantasmes i bruixes. El banquet acaba sobtadament amb la seva sortida precipitada i espantada, mentre Macbeth decideix anar a trobar-se una altra vegada amb les bruixes del primer acte.

### Acte III
La cova de les bruixes
Les bruixes es reuneixen al voltant d'un calder en una cova fosca per ballar i proclamar conjures infernals. Entra Macbeth i interroga les fetilleres sobre el seu futur. Tres aparicions successives comminen el rei d’Escòcia a vigilar Macduff, tot i que s'anuncia a Macbeth que cap home nascut de dona podrà destronar-lo. I, en tercer lloc, que no serà conquerit fins que el bosc de Birnam avanci contra ell. (Macbeth: O lieto augurio / "O, feliç auguri! Cap bosc s'ha mogut mai amb poder màgic")
Macbeth no es dona per satisfet i pregunta per la descendència de Banco. Aleshores se li mostra a Macbeth el fantasma de Banco i els seus descendents, vuit futurs reis d'Escòcia, verificant la profecia original. (Macbeth: Fuggi regal fantasima / "Vés, fantasma reial que em recorda a Banco"). S'ensorra, però recupera la consciència al castell.
[Versió original de 1847: L'acte acaba amb Macbeth recuperant-se i decidint fer valer la seva autoritat: Vada in fiamme, e in polve cada / "L'alta fortalesa de Macduff / Serà incendiada...".]
Un herald anuncia l'arribada de la reina (Duet: Vi trovo alfin! / "Per fi t'he trobat"). Macbeth explica a la seva dona la seva trobada amb les bruixes. Lady Macbeth vol convèncer el seu espòs que caldrà assassinar Macduff (del qual encara no saben que ha fugit) i els descendents de Banco (Ora di morte e di vendetta / "Temps de mort i venjança")

### Acte IV

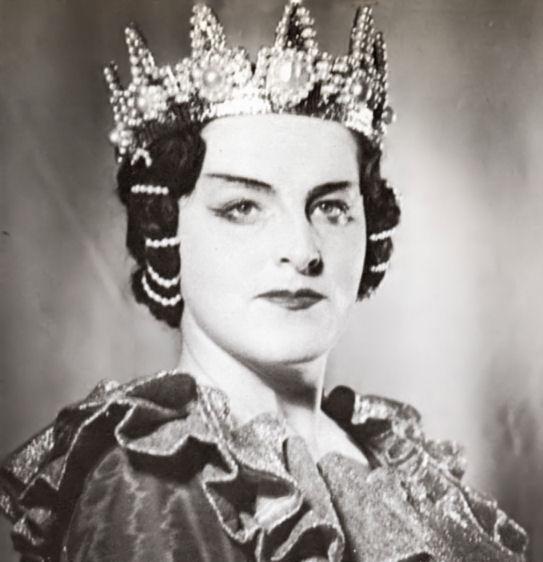
Birgit Nilsson com a Lady Macbeth, 1947

Escena 1: prop de la frontera entre Anglaterra i Escòcia
Els refugiats escocesos es troben a prop de la frontera anglesa (Cor: Patria oppressa / "País oprimit"):
[Versió original de 1847: tot i que cada versió utilitza el mateix llibret, la música d'aquest cor és diferent. Comença amb una introducció orquestral menys nefasta i molt més curta i és cantada directament per tot el cor.]
[Versió revisada de 1865: la música es divideix en seccions per als membres masculins i femenins, després els uneix cap al final. La versió revisada és 2 minuts més llarga que l'original.]
A la distància es troba el bosc de Birnam. Macduff està decidit a venjar la mort de la seva dona i els seus fills a mans del tirà (Ah, la paterna mano / "Ah, la mà paterna"). S'hi uneixen Malcolm, el fill del rei Duncan, i l'exèrcit anglès. Malcolm ordena a cada soldat que talli una branca d'un arbre al bosc de Birnam i la porti mentre ataquen l'exèrcit de Macbeth. Estan decidits a alliberar Escòcia de la tirania (Cor: La patria tradita / "El nostre país traït").
Escena 2: El castell de Macbeth
Un metge i un criat observen la reina mentre camina somnàmbula, fregant-se les mans i intentant netejar-les de sang (Una macchia è qui tuttora! / "Però aquí hi ha un lloc"). Ella delira amb la mort de Duncan i Banco, i fins i tot amb la mort de la família de Macduff, i creu que ni tots els perfums de l'Aràbia li netejarien la sang de les mans.

Escena 3: El camp de batalla
Macbeth s'ha assabentat que un exèrcit de rebels escocesos recolzat per Anglaterra avança contra ell, però es tranquil·litza recordant les paraules de les aparicions, que cap home nascut de dona pot fer-li mal. Tanmateix, en una ària (Pietà, rispetto, amore / "Compassió, honor, amor") contempla el fet que ja és odiat i temut: no hi haurà compassió, honor i amor per a ell en la seva vellesa encara que guanyi aquesta batalla, ni paraules amables sobre una tomba reial, només malediccions i odi. Rep la notícia de la mort de la reina amb indiferència. Reunint les seves tropes s'assabenta que el bosc de Birnam ha vingut realment al seu castell.
[Final de la versió original de 1847: Macduff persegueix i lluita contra Macbeth que cau. Li diu a Macbeth que no va ser "nascut de dona" sinó "arrancat" del ventre de la seva mare. La lluita continua. Ferit de mort, Macbeth, en una ària final - Mal per me che m'affidai / "Confiar en les profecies de l'infern" - proclama que confiar en aquestes profecies ha causat la seva caiguda. Mor a l'escenari, mentre els homes de Macduff proclamen que Malcolm és el nou rei.]
Macduff persegueix i lluita contra Macbeth que cau ferit. Li diu a Macbeth que no va ser "nascut de dona", sinó que va ser "arrancat intempestivament" del ventre de la seva mare. Macbeth respon amb angoixa (Cielo! / "Cel") i tots dos continuen lluitant, després desapareixen de la vista. Macduff torna indicant als seus homes que ha matat Macbeth. Aleshores es gira cap a Malcolm, cridant-lo com a Rei. L'escena acaba amb un himne a la victòria cantat pels bards, soldats i dones escoceses (Salve, o re! / "Salut, rei!"). Malcolm com a rei i Macduff com a heroi juren junts restaurar el regne a la grandesa.

## Música
Escrivint al New Grove Dictionary, el musicòleg Roger Parker considera que l'òpera revela "l'atenció al detall i la seguretat dels efectes sense precedents de Verdi en obres anteriors. Això és cert tant per als números "convencionals"... com per a experiments formals com el duet de Macbeth-Banco a l'acte I".
Baldini fa una anàlisi molt detallada de l'estructura de la partitura amb relació al drama i la comparació entre les dues versions. Observa que no sempre és el material de 1865 el que és millor o més adequat que el de 1847. Tot i que no és l'únic a plantejar la qüestió del contrast entre la versió de 1847 i la de 1865 ("el pas de 18 anys va ser massa llarg per permetre-li tornar a entrar en la seva concepció original en cada punt"), en última instància per al musicòleg Julian Budden, la disparitat entre les versions no es pot conciliar. Tanmateix, juntament amb Parker, sí que admet que "fins i tot els elements tradicionals es manegen millor que a Atila o Alzira i les àries creixen orgànicament a partir de les implicacions del seu propi material, més que no pas de l'elaboració deliberada d'una fórmula".

## Estructura
L'estructura que es presenta a continuació es refereix a la versió de 1865. En la versió anterior, de 1847, l'ària del segon acte, segona escena, de Lady Macbeth és Trionfai! securi alfine; al final del tercer acte, en comptes del duo entre Lady i Macbeth, es confia en una ària de Macbeth, Vada in fiamme e in polve cada; el final de l'òpera preveu la mort en escena de Macbeth (Mal per me che m'affidai).

### Acte I
- 1 Preludi
- 2 Introducció
  - Cor Che faceste? dite su! (Streghe) Escena I
  - Escena Giorno non vidi mai sì fiero e bello! (Macbeth, Banco, Streghe, Messaggeri) Escena II-III
  - Duet Due vaticini compiuti or sono... (Macbeth, Banco) Escena III
  - Cor S'allontanarono! - N'accozzeremo (Streghe) Escena IV
- 3 Cavatina de Lady Macbeth
  - Escena Nel dì della vittoria io le incontrai... (Lady) Escena V
  - Cavatina Vieni! t'affretta! (Lady) Escena V
  - Tempo di mezzo Al cader della sera il re qui giunge (Servo, Lady) Escena VI
  - Cabaletta Or tutti sorgete, ministri infernali (Lady) Escena VII
- 4 Recitatiu i Marxa
  - Escena Oh donna mia! - Caudore! (Macbeth, Lady) Escena VIII
  - Marxa Escena IX
- 5 Gran Escena i Duet
  - Gran Escena Sappia la sposa mia (Macbeth, Lady) Escena X-XI-XII-XIII
  - Duet Fatal mia donna! un murmure (Macbeth, Lady) Escena XIII
  - Tempo di mezzo Allor questa voce m'intesi nel petto (Macbeth, Lady) Escena XIII-XIV-XV
  - Cabaletta Vieni altrove! ogni sospetto (Lady, Macbeth) Escena XV
- 6 Final I
  - Escena Di destarlo per tempo il re m'impose (Macduff, Banco, Lady, Macbeth) Escena XVI-XVII-XVII-XIX
  - Sestetto Schiudi, inferno, la bocca, ed inghiotti (Macduff, Banco, Lady, Macbeth, Malcolm, Dama, Cor) Escena XIX

### Acte II
- 7 Escena i Ària di Lady Macbeth
  - Escena Perché mi sfuggi, e fiso (Lady, Macbeth) Escena I
  - Ària La luce langue... il faro spegnesi (Lady) Escena II
- 8 Cor de Sicari i Escena de Banc
  - Cor Chi v'impose unirvi a noi? (Sicari) Escena III
  - Escena Studia il passo, o mio figlio!... (Banco) Escena IV
  - Adagio Come dal ciel precipita (Banco) Escena IV
- 9 Convito, Visione, Final II
  - Convito Salve, o re! - Voi pur salvète (Cor, Macbeth, Lady) Escena V
  - Brindis Si colmi il calice (Lady, Cor) Escena V
  - Tempo di mezzo Tu di sangue hai brutto il volto (Macbeth, Sicario) Escena VI
  - Aparició i Brindis Che ti scosta, o re mio sposo (Lady, Macbeth, Cor) Escena VII
  - Quartet Sangue a me quell'ombra chiede (Macbeth, Lady, Macduff, Dama, Cor) Escena VII

### Acte III
- 10 Cor d'Introducció
  - Incantesimo Tre volte miagola la gatta in fregola (Streghe) Escena I
- 11 Ball
- 12 Escena delle Apparizioni e Finale III
  - Escena Finché appelli, silenti m'attendete (Macbeth, Streghe, Apparizioni) Escena II
  - Aparició Fuggi, regal fantasima (Macbeth, Streghe) Escena II
  - Cor e Ballabile Ondine e Silfidi (Streghe) Escena III
  - Escena Ove son io?... Svaniro!... (Macbeth, Lady) Escena IV
  - Duet Ora di morte e di vendetta (Macbeth, Lady) Escena IV

### Acte IV
- 13 Introducció
  - Cor Patria oppressa! il dolce nome (Profughi scozzesi) Escena I
- 14 Escena e Ària di Macduff
  - Escena O figli, o figli miei! (Macduff) Escena I
  - Ària Ah, la paterna mano (Macduff) Escena I
  - Tempo di mezzo Dove siam? che bosco è quello? (Malcolm, Macduff, Cor) Escena II
  - Cabaletta La patria tradita (Macduff, Malcolm, Cor) Escena II
- 15 Escena del sonnambulismo di Lady Macbeth
  - Recitatiu Vegliammo invan due notti (Medico, Dama) Escena III-IV
  - Escena del sonnambulismo Una macchia è qui tuttora... (Lady, Dama, Medico) Escena IV
- 16 Escena, Battaglia e Finale
  - Escena Perfidi! All'anglo contro me v'unite! (Macbeth) Escena V
  - Ària Pietà, rispetto, amore (Macbeth) Escena V
  - Escena Ella è morta! (Dama, Macbeth, Cor) Escena VI-VII
  - Batalla Via le fronde, e mano all'armi! (Malcolm, Soldati, Macduff) Escena VIII
  - Escena Carnefice de' figli miei, t'ho giunto (Macduff, Macbeth) Escena IX
  - Final Vittoria! Vittoria! (Macduff, Malcolm, Soldati, Donne, Popolo) Escena X[34]

## Passatges cèlebres
- Che faceste, dite su, cor de bruixes (Acte I)
- Nel dì della vittoria, romança de Lady Macbeth (Acte I)
- Mi si affaccia un pugnal?, escena de Macbeth (Acte I)
- Schiudi, Inferno, la bocca, concertant (Acte I)
- La luce langue, romança de Lady Macbeth (Acte II - segona versió)
- Si colmi il calice, concertant (Acte II)
- Tre volte, cor de bruixes (Acte III)
- Ballet (Acte III - segona versió)
- Ondine e silfidi, cor i ballet (Acte III)
- Ora di morte e di vendetta, duet de Macbeth i Lady Macbeth (Acte III)
- Patria oppressa, cor de pròfugs (Acte IV)
- Ah, la paterna mano, ària de Macduff (Acte IV)
- Una macchia è qui tuttora, ària de Lady Macbeth (Acte IV)
- Pietà, rispetto, amore, romança de Macbeth (Acte IV)
- Macbeth, dov'è?, cor de la victòria (Acte IV)[35]